# CHRM-FM

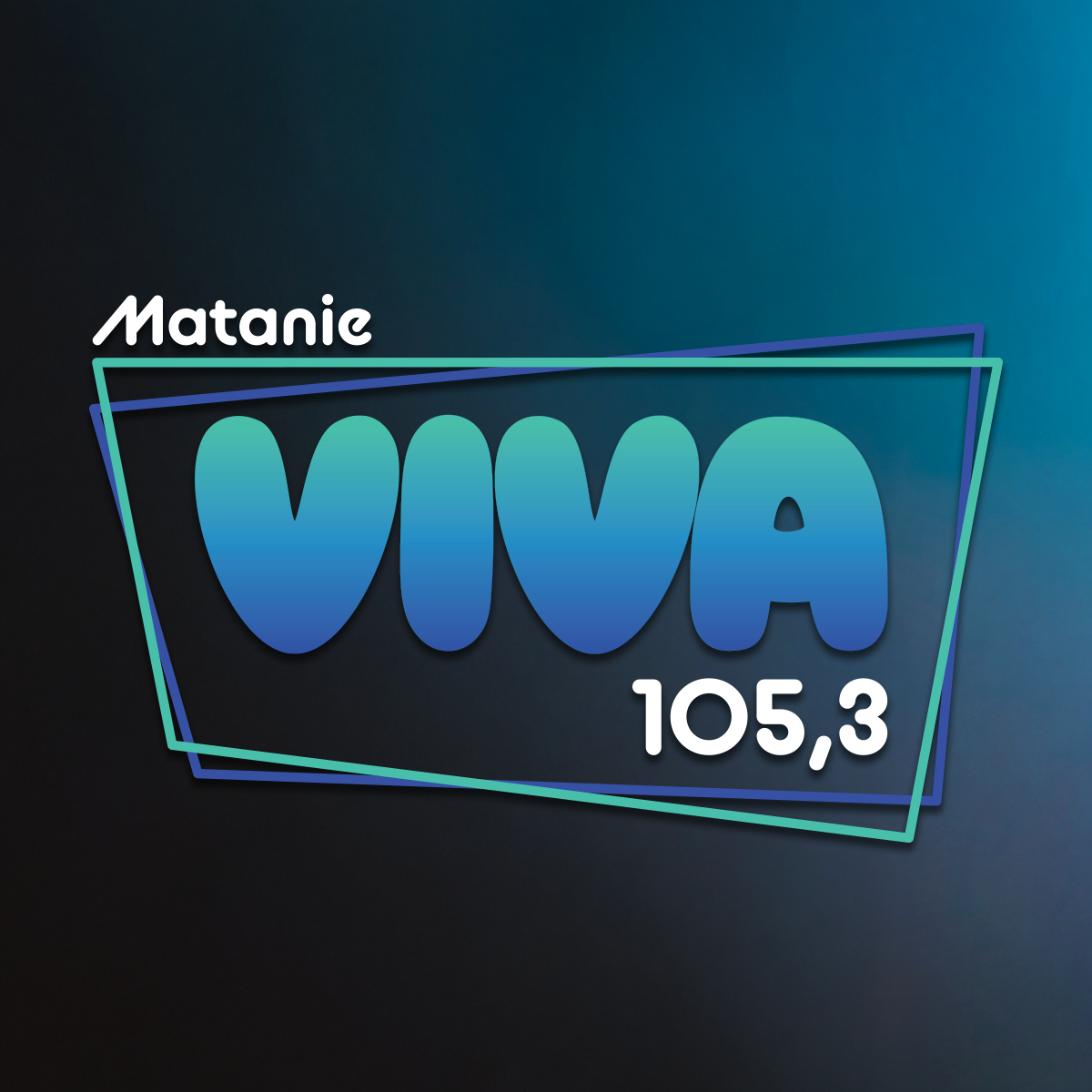

CHRM-FM, s'identifiant en ondes sous Plaisir 105,3 Matane, est une station de radio québécoise propriété du groupe Arsenal Media, diffusant à la fréquence 105,3 MHz sur la bande FM à Matane.
La station propose une programmation musicale variée qui s'adresse à une clientèle adulte. La programmation de la station fait une grande place aux acteurs ainsi qu'aux organismes locaux des régions de la Matanie, de La Mitis et de la Matapédia afin d'être à l'écoute de son milieu. L'actualité régionale y occupe également une place de choix.
La station a pignon sur rue au 800 avenue du Phare Ouest, à la même adresse que sa station-sœur CHOE-FM.

## Histoire
En juillet 1974, Communications Matane se voit accorder l'autorisation d'émettre sur la fréquence 1 290 kHz avec une puissance de 10 000 watts. Il s'agit à l'époque de la première station de radio privée de Matane. Elle est dirigée par le maire Roger Dion et l'homme d’affaires Kenneth Gagné. La programmation de la station est lancée officiellement le 13 avril 1975.
Communication Matane inaugure une seconde station CHOE-FM en juin 1991.
CHRM migre vers la bande FM le 10 mai 2000 à sa fréquence actuelle avec une puissance de 30 000 watts.
Propriété de Communication Matane depuis sa fondation, la station est vendue au groupe Attraction Radio en 2016,.
En 2017, l'image de marque de la station est remplacée pour faire place à Plaisir 105,3. La station est acquise par Arsenal Média en 2018.